# Adam Strange
Adam Strange es un superhéroe de ciencia ficción creado por el editor Julius Schwartz y el dibujante Murphy Anderson. Publicado por DC Comics, apareció por primera vez en la revista Showcase 17, con fecha de tapa de noviembre de 1958.
Adam Strange hizo su debut en acción real en la serie de televisión Krypton, interpretado por Shaun Sipos.

## Historia de la publicación
En 1957, Irwin Donenfeld, en ese entonces director editorial de DC Comics, tuvo un encuentro en su oficina con los editores Jack Schiff y Julius Schwartz, donde les pidió a cada uno que crearan un nuevo héroe de ciencia ficción: uno del presente y otro del futuro. La suerte hizo que a Schiff le tocara elegir, y este prefirió crear al del futuro (que terminó siendo Space Ranger, publicado por primera vez en Showcase 15). Schwartz quedó contento con lo que le tocó en suerte ya que creía que los lectores se identificarían más con un héroe del presente. Concibió la idea de un terrestre que repentinamente era transportado a un planeta en el sistema estelar Alfa Centauri gracias a un "rayo-zeta" alterado por la radiación espacial. Nombró a su personaje Adam por el primer hombre de acuerdo a las religiones abrahámicas, ya que él sería el primer terrestre en otro planeta. Y su apellido era debido a que sus aventuras serían Extrañas (Strange en inglés).
Adam Strange saldría publicado por primera vez entre noviembre de 1958 y marzo de 1959 en los números 17 al 19 de la serie Showcase, una serie creada para testear personajes antes de darles serie propia. El primer trabajo sobre el personaje fue un dibujo de Murphy Anderson para la tapa de Showcase 17. A pesar de que Schwartz rechazó el dibujo y le pidió uno nuevo a Gil Kane, el traje diseñado por Anderson se mantuvo. Schwartz entonces asignó a Gardner Fox los guiones de las historias y a Mike Sekowsky los dibujos. Schwartz y Fox pensaban los argumentos para las historias en la oficina de Schwartz y luego Fox las desarrollaba en su casa. Como buen aficionado a la ciencia, Schwartz le daba puntos de vista científicos que le daban a los relatos de Adam Strange cierta verosimilitud, hecho que los destacaba de la mayoría de los relatos de ciencia ficción de la época. Los primeros dos números de la revista Showcase donde se presentan sus aventuras las titularon en tapa Adventures on Others Worlds, pero ya en el número 19 comenzaron a titularse Adam Strange.
Las ventas de los tres números de Showcase no fueron las suficientes como para darle título propio, pero si como para justificar que saliera publicado regularmente en la revista Mystery in Space, un título que desde 1951 también editaba Julius Schwartz, y pasó a compartirlo con una segunda historia con protagonistas variados, como las de Knights of the Galaxy o Interplanetary Insurance Agent, e incluso por unos pocos números con Hawkman, pero mayormente con historias de ciencia ficción que no eran parte de ninguna serie en especial, por lo que Adam Strange pasó a ser el protagonista principal del título. Si bien sus historias siguieron siendo escritas por Gardner Fox con la colaboración de Schwartz, para Mystery in Space Schwartz designó a Carmine Infantino para los dibujos (quien se basó en el propio Schwartz para caracterizar al científico Sardath), siendo coloreadas mayormente por Murphy Anderson, y en algunos números colaboraron Bernard Sachs, Joe Giella y Sid Greene. Aunque la ciencia estaba siempre presente, las historias de Adam eran básicamente de aventuras, ya que normalmente involucraban a monstruos y similares.
En el número 4 de la revista Justice League of America, Flash menciona a Adam Strange como un posible nuevo miembro de la Liga. Tiempo más tarde, en una carta de lectores le hacen notar al editor que el grupo aún no había conocido a Adam Strange, por lo que no pudieron haber oído de él ya que todas sus hazañas transcurrían en Rann. Así, Schwartz y Fox escribieron una historia mostrando las circunstancias en las que la Liga de la Justicia viajó a Rann y cómo Adam Strange los salvó de Kanjar Ro. Dicha historia fue publicada en el número 75 de Mystery in Space y ganó un Premio Alley por la mejor historia de 1962.
Al llegar al número 92, Jack Schiff reemplazó a Schwartz como editor de Mystery in Space y Lee Elias pasó a ser el artista para las historias del personaje y Dave Wood el guionista, aunque Jerry Siegel lo reemplazaría en los números 99, 100 y 102, siendo este el último número de la colección donde aparecería el personaje.
Luego de la interrupción de las historias en Mystery in Space, algunos relatos del personaje fueron reimpresos entre los números 217 y 244 de Strange Adventures, aunque en el número 222 se publicó una nueva historia escrita por Denny O'Neil). En el número 226, además, se publicó una historia inédita en texto por Gardner Fox con ilustraciones de Anderson.
A pesar de no tener serie propia, en los años siguientes el personaje tuvo presencia en algunos títulos del Universo DC compartiendo cartel con otros personajes, y finalmente sería protagonista de la segunda aventura del título Green Lantern entre los números 132 y 147, volviendo luego a tener algunas apariciones esporádicas en otros títulos. En 1987 el guionista Alan Moore llevó a La Cosa del Pantano a Rann, donde vivió una aventura junto a Adam Strange. Más tarde, en 1990, Adam Strange obtendría finalmente título propio en formato de miniserie de tres episodios con guiones de Richard Bruning, e ilustrado por Andy y Adam Kubert. En la introducción al tomo recopilatorio de la miniserie, Bruning dijo que había compartido ideas con Alan Moore antes de que este escribiera la historia en las páginas de Swamp Thing. A partir de allí se redefinen las causas por las que Adam fue transportado a Rann. 
En 1997, Grant Morrison revivió la Liga de la Justicia de AméricaLiga de la Justicia en la serie JLA. Durante este período, Mark Waid presentó a Adam Strange cuando reemplazó a Morrison. En JLA #20 (julio de 1998), se revela que Alanna está viva y se reúne brevemente con su esposo y su hija antes de que Adam sea transportado de regreso a la Tierra.

Ya en los años 2000's, Adam volvería a tener protagonismo en varias miniseries a partir de la escrita por Andy Diggle con arte de Pascal Ferry en 2004.

Adam apareció en historias ambientadas en la Edad de Plata: Legends of the DC Universe 80-Page Giant #1 (1998); Silver Age: Showcase #1 (2000); DC Universe: Legacies #5 (2010); and DC Retroactive: Justice League - The '70s (2011).
En 2014, Jeff Lemire creó una nueva encarnación del personaje para el universo New 52 en la revista Justice League United.

## Biografía ficticia del personaje
Adam Strange es un arqueólogo que estando en los Andes peruanos inesperadamente es atacado por aborígenes y, corriendo de ellos, es de pronto teletransportado al planeta ficticio Rann por medio de un Rayo Zeta. Tras su arribo, es atacado por uno de los predadores del planeta y acude en su rescata una bella joven llamada Alanna, quien lo lleva ante su padre Sardath. Él le explica que el Rayo Zeta es de su invención y lo transmitió regularmente a La Tierra con la esperanza de poder comunicarse con los habitantes de ese planeta. Y supone que durante el tiempo que le llevó al rayo llegar a su destino (unos cuatro años y medio) fue alterado por la radiación espacial y se transformó en un rayo transportador. Llamado a proteger al planeta de amenazas extraterrestres usando su ingenio y la avanzada tecnología de Rann, Strange comenzó a preocuparse por el planeta y sus habitantes, especialmente por Alanna, con quién terminó llevando una relación.
Eventualmente los efectos del rayo pasaban y automáticamente regresaba a La Tierra. Sardath le había dado a Adam un registro de los disparos que hizo del rayo para poder regresar a Rann regularmente. Usándo cálculos matemáticos, era capaz de determinar el momento y el lugar exactos donde el rayo Zeta arribaría. Así, él debía viajar por el mundo para interceptarlo y poder volver para defender a Rann y pasar el tiempo con Alanna.
La mayor parte de las historias de Adam Strange comenzaban con él en La Tierra, mostrando cómo calculaba el lugar y momento dónde caería el siguiente rayo, siempre en algún lugar del hemisferio sur de La Tierra, ya que solo en ese hemisferio se puede visualizar el sistema Alfa Centauri. Una vez en el lugar, contaba regresivamente hasta interceptarlo. Generalmente arribaba cerca de Rannagar, la ciudad más grande del planeta, donde Alanna lo esperaba y le contaba lo que sucedió en Rann en su ausencia. Casi siempre había alguna amenaza al planeta, por lo que Adam y Alanna se dirigían a resolverla. Al final de las historias, a veces interrumpiendo un coqueteo entre Adam y Alanna, el efecto del Rayo Zeta terminaba y Adam volvía nuevamente a algún lugar del hemisferio sur de La Tierra. En algunas ocasiones el rayo era interceptado por alguien más y Adam tenía que esperar algunos días para poder viajar.
Rann era un planeta dominado por ciudades ricas en ciencia, pero también con grandes zonas desérticas o habitadas por salvajes. Strange utilizaba una mochila propulsora para trasladarse, al contrario de Alanna que, aunque tenía su propio uniforme volador, generalmente utilizaba alguna nave. Alejado de su vida de arqueólogo trotamundos, Adam siguió desarrollando su vida de héroe en Rann ya que al tener cierto control sobre el Rayo Zeta podía viajar regularmente y disfrutar más tiempo junto a Alanna.
Luego de canceladas sus aventuras en Mystery in Space, Adam Strange siguió teniendo apariciones especiales en varios títulos de DC Comics. Quizás la más destacada es una aventura escrita por Gardner Fox e ilustrada por Murphy Anderson para la revista Hawkman 18 en 1967. En ella, el Hombre Halcón no logra hallar a su planeta, Thanagar, y su búsqueda lo conduce a Rann, donde comparte una aventura con Adam Strange. Otra historia destacada ocurrió entre los números Justice League of America 120 y 121, en 1975, donde nuevamente une fuerzas con la Liga de la Justicia para derrotar a Kanjar Ro, y al final de la historia Adam y Alanna finalmente contraen matrimonio.
Años más tarde, durante un exilio en el espacio, La Cosa del Pantano llega al planeta Rann, donde se encuentra con Adam Strange. En esa historia se revela que cientos de años atrás la población del planeta sufrió guerras nucleares y les dejó como secuela no solo la pérdida de gran parte de su ecosistema sino también un problema genético que provoca que la mayoría de la población fuera estéril, siendo Alanna una de las últimas nacidas en el planeta. En el transcurso de la historia, La Cosa del Pantano logra crear un sistema ecológico en zonas desérticas del planeta. Además, Alanna le comunica a Adam que finalmente logró quedar embarazada.
Con el tiempo, Sardath perfeccionó un rayo al que llamaría "Mega Rayo Zeta" el cual le permitiría a Adam transportarse a Rann y quedar permanentemente allí. En esos días, Adam se entera de que en verdad no llegó a Rann por accidente ya que el Rayo Zeta fue enviado por Sardath para traerlo con la intención de que formara pareja con Alanna y tuviera hijos con esta para poder comenzar a cambiar la genética de la población. Si bien Adam estaba destinado a salvar al planeta, no era en la forma que él creía. También se entera de que a pesar de haber sido su principal protector por años, la gente de Rann en general lo despreciaba por ser un extraterrestre. Finalmente, Alanna da a luz, pero aparentemente muere en el proceso.
Grayven, el hijo ilegítimo de Darkseid, intenta destruir la ciudad de Ranagar y tomar el Rayo Zeta, Adam Strange es ayudado por los Darkstars y Linterna Verde Kyle Rayner.
Hyathis tentou derrubar el gobierno de Rann usando su telepatía para virar una raza alienígena chamada Zaredianos contra los Darkstars. El ataque de los Zaredianos provocó una distracción que permitió a Hyathis secuestrar a Aleea. Sus planos foram perturbados pela chegada de Superboy y los Ravers.
Años después, Adam se encuentra en Rann criando a su hija Aleea y ayudando a la restauración del planeta, cuando se entera de que Alanna en realidad no murió sino que Sardath, en secreto, la colocó en animación suspendida y se la entregó a la raza de conquistadores En'tarang, quienes pudieron revivirla, pero que actualmente ambos se encontraban prisioneros de estos y que para poder liberarla debía entregar al planeta Rann. Adam convence a los conquistadores de que debe raptar a la Liga de la Justicia para poder reconstruir más rápidamente al planeta, y así, junto al grupo, no solo reconstruye Rann sino que logra derrotar a los En'tarang y liberar a Alanna. Lamentablemente en el proceso, Adam pierde todo rastro del Mega Rayo Zeta en su cuerpo, y esto provoca su regreso indeseado a La Tierra.
Cuando Adam estaba preparándose para transportarse definitivamente a Rann, el rayo nunca llega. Así, gracias a Superman se entera de que Rann había sido transportado por Sardath a otra dimensión para salvar al planeta de su destrucción del ser cósmico llamado Starbreaker. Con la ayuda de los equipos de los Hombres Omega y los Darkstars, Adam logra derrotarlo y salvar a Rann.
Cuando Rann fue restaurado a nuestra dimensión, fue colocado en el mismo sistema del planeta Thanagar, y esto ocasionó que la órbita de ese planeta quedara inestable y finalmente fuera destruido al colapsar en el sol de ese sistema. Los Thanagarianos que sobrevivieron ahora residen en Rann, y esto lleva a enfrentamientos entre las dos razas, llevando a Adam a unir fuerzas con otros héroes, entre ellos Hawkman y Hawkgirl, para resolver el conflicto. Más tarde se enterarían de que en verdad fue Superboy Prime, en el marco de la Crisis Infinita, el verdadero culpable de la destrucción de Thanagar.
Luego de la Crisis Infinita, Adam quedó atrapado en un planeta paradisíaco junto a Animal Man y Starfire. Un problema con el rayo transportador le hizo perder los ojos, pero pese a eso intenta arreglar una nave para poder volver a su hogar. Luego de sortear varios contratiempos, entre ellos un enfrentamiento a Lady Styx quien con sus seguidores iban destruyendo planetas a su paso, logra llegar a Rann con ayuda de Mogo y otro joven Linterna Verde. Allí es equipado por Sardath con nuevos ojos clonados a partir de los de su hija y mejorados para que puede visualizar todo el campo electromagnético.
Debido a la larga ausencia de Adam, un actor terrestre llamado Steven Hazard lo reemplazó como campeón de Rann, pero al contrario de Strange, este es muy violento y casi siempre termina sus misiones en un baño de sangre. Al parecer Steven fue infectado por una plaga creada por Lady Styx antes de dejar La Tierra, y esta le causa locura. Además, terminó infectando a una gran parte de la población de Rann. Adam y su familia escapan a La Tierra donde le pide ayuda a Animal Man y Starfire, con quienes logran encontrar una cura y curar a los infectados.
Adam Strange, junto a otros héroes como Hawkman, Starfire, Weird y al Príncipe Gavyn de Mundo Trono, luchan contra Synnar. Las acciones de Strange en esta historias tienen como consecuencia la despoblación del Mundo Trono. Luego, para poder derrotar a Synnar y Lady Styx, la atmósfera de Rann debe ser liberada al espacio, no sin antes enviar a su población a Mundo Trono mediante el Rayo Zeta. A partir de ese momento el planeta es renombrado como "Nuevo Rann".
Adam se uniría al grupo R.E.B.E.L.S. liderado por Vril Dox, y los ayuda a salvar al Sistema Vega y otras galaxias al derrotar a Starro el conquistador. Para esta época, Adam también visitó Nuevo Kryptón para manifestar su descontento por el acuerdo que su consejo llegó con los Thanagarianos debido al enfrentamiento que tuvieron en el pasado con los habitantes de Rann. Mientras se encuentra allí ayuda a Superman a resolver un crimen.
En algún momento, además de protector de Rann llegaría a ser comandante de L.E.G.I.O.N. para asegurar la paz junto a la Corporación de Linternas Verde. Luego de derrotar a Starro, también ayudó a crear una alianza entre el grupo, los habitantes de Rann y los de Tamaran, garantizando así la seguridad de Rann, el Sistema Vega y la galaxia.

## Otras versiones

### The New 52
Una nueva versión de Adam Strange fue presentada en la serie Justice League United. Aquí, Adam es un antropólogo canadiense quien tiene una relación con su ayudante Alanna Lewis.
Para octubre de 2016 se anunció una nueva serie titulada Hawkman and Adam Strange: Out of Time.

### Space Ranger
En el siglo, Adam Strange tiene un descendiente llamado igual a él y que compartió aventuras con el Space Ranger.

### Otros mundos
- El Adam Strange de la Edad de Plata es uno de los "fantasmas" en el restaurante "Planet Krypton"
- En Liga de la Justicia: El Clavo, es encontrado muerto en la órbita terrestre por Hal Jordan luego de que el Rayo Zeta fuera bloqueado por un campo de fuerza alrededor de La Tierra. En la continuación llamada Liga de la Justicia: Otro Clavo tiene una breve aparición.
- En la miniserie de Darwyn Cooke Liga de la Justicia: La Nueva Frontera, Adam Strange está encerrado en el Manicomio Arkham por creer que viajó a otro mundo, revelándose que fue el gobierno el que lo puso allí para tenerlo controlado. Cuando la Isla Dinosaurio aparece en la costa de Florida, la Dra. Leslie Thompkins le devuelve su mochila jet y su arma energética. Adam es el que tiene la idea de utilizar el dispositivo de empequeñecimiento de Ray Palmer para destruir la amenaza, ya que cuando estaba encerrado había leído un artículo sobre su trabajo.
- En 2009 en la serie Wednesday Comics apareció una versión de Adam Strange por el artista y guionista Paul Pope que estaba mucho más conectado a las historias de John Carter de Marte en la cual está inspirado, mostrando a un planeta Rann mucho más fantasioso y a una Alanna muy parecida a la Dejah Thoris de aquellas historias.

### En Español
- La editorial mexicana Editorial Novaro publicó regularmente sus historias especialmente en la revista Titanes Planetarios. En estas historias, Adam Strange es renombrado como Adan Luna.

- En 1991, Editorial Zinco de España publicó la miniserie de 1990 Adam Strange.[24] En 2007 Editorial Planeta publicó la misma miniserie pero en formato de tomo único.[25]

- En 2007 Editorial Planeta publicó la miniserie Adam Strange de 2004 en formato de tomo único.[25]

- La miniserie Rann / Thanagar War fue publicada con el nombre Guerra Rann / Thanagar en un tomo único por Editorial Planeta.[26]

- La historia protagonizada por Adam Strange en la miniserie de 2007 Countdown to Adventure fue publicada en un tomo único por Editorial Planeta.[27]

## Otros medios

### Televisión
- En la serie Buck Rogers in the 25th Century, en el episodio "The Plot To Kill a City: Episode 2" (escrito por Alan Brennert, quien también escribió historietas para DC) a través de altavoces se pide al "Doctor Adam Strange de Alpha Centauri" que "por favor se reporte al mostrador".
- Adam Strange aparece en el episodio "Mystery in Space" de la serie Batman: The Brave and the Bold en la voz de Michael T. Weiss. Batman es llamado al planeta de donde vive Adam, llevando con él a Aquaman. Los tres, junto a Alanna, la esposa de Adam, van a impedir que los Gorgonianos liderados por el General Kreegaar obtengan el Ojo de Zared en el fondo del océano. Antes de que pueda alejar a Alanna de los Gorgonianos, el efecto del rayo Zeta se pierde, enviandolo a La Tierra. Él tiene que rastrear otro rayo para volver a Rann, y cuando lo hace encuentra que el planeta ya está en peligro. Luego de que el enemigo obtuviera el Ojo de Zared y comenzara a atacar, Adam comienza a dudar. Aquaman le da nuevamente esperanza y parte a salvar a Alanna y le da tiempo a Aquaman y Batman para crear un eclipse solar para poder detener al Ojo de Zared, forzando así a rendirse al ejército del General Kreegaar.
- También aparece en el episodio "Four Star Spectacular!" de la cuarta temporada de la misma serie. Adam está listo para partir hacia Rann con un regalo de aniversario para Alanna cuando atestigua docenas de Rayos Zeta que caen en Ciudad Gótica. Adam logra transportarse y descubre que Kanjar Ro planea interceptar un rayo zeta para teletransportar una bomba negatrónica hacia Rann, acabar con la población del planeta y usarlo como base de operaciones. El héroe logra transportar a Kanjar Ro y su bombra a un mundo pantanoso, y el pirata espacial logra desactivar la bomba justo a tiempo, solo para descubrir que un monstruo extraterrestre está al acecho.
- En el episodio "Happy New Year" de la serie Young Justice: Invasion, aparece un muy joven Adam Strange, con la voz de Michael Trucco.[28] Adam les comunica al equipo que los miembros de la Liga de la Justicia son buscados como criminales en Rann luego de que controlados por Vandal Savage atacaran Rimbor. En el episodio "Salvage", Adam activa un Escudo Zeta para cubrir La Tierra y protegerla de futuras invasiones extraterrestres.
- Adam Strange también hace aparición en la serie de televisión Krypton interpretado por Shaun Sipos como uno de los personajes principales. En la historia, él  viaja al pasado para advertir a Seg-El (abuelo de Superman), sobre el peligro inminente de la llegada de Brainiac a Krypton.
- Adam Strange aparecerá como el personaje principal de una próxima série titulada Strange Adventures que llegará a HBO Max.[29]

### Películas
- Adam Strange aparece brevemente en Justice League: The New Frontier. Se lo ve en una de las noticias que John Jones' está viendo al comienzo de la película. Hacia el final, él es uno de los héroes que responde el llamado a pelear contra El Centro, pero no tiene un rol relevante.
- El corto animado titulado DC Showcase: Adam Strange ha sido incluido en Justice League Dark: Apokolips War.[30] La voz de Adam Strange es proveída por Charlie Weber.[31]
- Adam Strange aparece en a película animada de 2022, Linterna Verde: Teman a mi poder, donde con John Stewart, Flecha Verde y Chica Halcón se unen para enfrentarse a los Sinestro Corps y salvar a Raan y a Thanagar de la guerra que ellos causaron.

### Juego de video
- Adam Strange aparece en el juego DC Universe Online.

## Premios y reconocimientos
En 1962, la historia de Adam Strange en conjunto a la Liga de la Justicia publicada en el número 75 de Mystery in Space ganó un Premio Alley por la mejor historia de ese año. El personaje y su serie han recibido otros premios a la largo de los años, incluyendo dos Premios Alley en 1967 y 1968 por ser la "tira que más se desea ser revivida".
Según IGN, se encuentra en el 97.º lugar de los más grandes héroes de la historieta de todos los tiempos, estableciendo que "Si por casualidad se nos da la oportunidad de montar [sic] un Rayo Zeta hacia el espacio, encontrarnos con una atractiva princesa extraterrestre [sic] en el planeta Rann, y pelear contra amenazas extraterrestres con armas de alta tecnología, a mi no me gustaría volver a una vida mundana terrestre tampoco. Eso nos hace comprender completamente la situación de Adam Strange"

## Tributos e inspiración
La revista Eternity Smith (segunda serie) número 3 de la editorial Heroic Publishing incluyó una historia llamada "The Threat of the Sensuous Siren" en la cual un personaje llamado Skylark Smith lee una copia de Mystery in Space número 77 y sueña con Eternity Smith y ella misma teniendo una aventura en los roles de Adam Strange y Alanna. La mayor parte de la tira imita el estilo de Fox e Infantino, y la trama está ligeramente basada en "Siren of the Space Ark", una aventura de Adam Strange que salió publicada en Mystery in Space número 89.